# Xinmin (socken i Kina, Inre Mongoliet, lat 44,02, long 120,07)
Xinmin (kinesiska: 新民, 新民乡) är en socken i Kina. Den ligger i den autonoma regionen Inre Mongoliet, i den norra delen av landet, omkring 780 kilometer nordost om regionhuvudstaden Hohhot. Antalet invånare är 9929. Befolkningen består av 4 889 kvinnor och 5 040 män. Barn under 15 år utgör 13,0 %, vuxna 15-64 år 77 %, och äldre över 65 år 9,0 %.
Genomsnittlig årsnederbörd är 485 millimeter. Den regnigaste månaden är juni, med i genomsnitt 121 mm nederbörd, och den torraste är januari, med 4 mm nederbörd.